# Hecelchakán
Hecelchakán é um município do estado de Campeche, no México.